# Acyrthosiphon ranunculum
Acyrthosiphon ranunculum är en insektsart. Acyrthosiphon ranunculum ingår i släktet Acyrthosiphon och familjen långrörsbladlöss. Inga underarter finns listade i Catalogue of Life.